# Saison 1 de You
Chronologie
Saison 2
Cet article présente la première saison de la série télévisée américaine You.

## Synopsis
Pour un article plus général, voir You (série télévisée).
Joe Goldberg, propriétaire d’une librairie du East Village, mène une vie en apparence ordinaire mais avec un passé sombre. Un matin, il rencontre Guinevere Beck, une jeune écrivaine ambitieuse. Fasciné par elle, Joe développe une obsession dérangeante et utilise tous les moyens à sa disposition pour s’immiscer dans sa vie. Réseaux sociaux, manipulations et secrets deviennent ses armes pour se rapprocher de Beck. Alors que son obsession grandit, Joe est prêt à franchir des limites inimaginables. Jusqu’où ira-t-il pour être avec celle qu’il considère comme l’amour de sa vie ?

## Distribution de la saison

### Acteurs principaux
- Penn Badgley (VF : Anatole de Bodinat) : Joseph « Joe » Goldberg
- Elizabeth Lail (VF : Karine Foviau) : Guinevere Beck
- Shay Mitchell (VF : Ingrid Donnadieu) : Peach Anaïs Salinger

### Acteurs récurrents
- Luca Padovan (VF : Kaycie Chase) : Paco Quispe
- Zach Cherry (VF : Namakan Koné) : Ethan Russell
- John Stamos (VF : Sylvain Agaësse) : Dr Nick « Nicky » Reynolds
- Daniel Cosgrove (VF : Stéphane Pouplard) : Ron Anderson
- Nathalie Paul (VF : Déborah Claude) : Karen Minty
- Lou Taylor Pucci (VF : Stanislas Forlani) : Benjamin « Benji » Ashby III
- Kathryn Gallagher (VF : Kahina Tagherset) : Annika Atwater
- Nicole Kang (VF : Jade Phan-Gia) : Lynn Lieser
- Victoria Cartagena (VF : Céline Ronté) : Claudia Quispe
- Reg Rogers (VF : Jean-Baptiste Marcenac) : Pr Paul Leahy
- Mark Blum (VF : Jean-Pierre Leroux) : Ivan Mooney
- Hari Nef (VF : Youna Noiret) : Blythe Payne
- Christine Toy Johnson (VF : Sybille Tureau) : Pre Allison Mott

### Invités
- Esteban Benito (VF : Gilduin Tissier) : Elijah Thornton
- Ambyr Childers (VF : Kelly Marot) : Candace Stone
- Ryan Andes (VF : Xavier Fagnon) : Ross, le détective privé des Salinger

## Résuméde la saison
Un matin de printemps, Guinevere Beck entre dans la librairie où travaille Joe Goldberg, un vingtenaire au passé sombre. Immédiatement fasciné, Joe commence à l'analyser et tombe amoureux. Après une courte discussion autour de la librairie, il apprend son nom. Dès ce soir-là, il recherche frénétiquement des informations sur elle en ligne, allant jusqu'à trouver son adresse et découvrir qu'elle est en couple avec un homme nommé Benji.
Joe commence à suivre Beck dans ses activités quotidiennes. Un soir, il l'espionne lors d'une lecture de poèmes dans un bar. Déçue par sa performance, Beck se saoule. Sur le quai du métro, elle tombe sur les rails, mais Joe intervient in extremis pour la sauver, mais Beck lui vomit dessus. En guise de gratitude, il accepte qu'elle l'accompagne en taxi. En réalité, pendant sa chute sur les rails, Joe récupère discrètement le téléphone portable de Beck, avec lequel il peut désormais être connecté à elle.
Joe, persuadé que Benji est un obstacle à leur relation, le manipule pour l'attirer dans le sous-sol de sa librairie. Il l'enferme et le retient prisonnier dans une cage de plexiglas destinée à la conservation d'anciens livres. Joe obtient un premier rendez-vous avec Beck, mais celle-ci le quitte précipitamment en apprenant la disparition de Benji. Peu après, Beck perd son poste auprès du professeur Leahy à cause des avances sexuelles de ce dernier. C'est alors qu'elle recontacte Joe pour finir leur rendez-vous.
Quelques jours plus tard, Joe empoisonne Benji avec un café aux arachides, auxquelles Benji est mortellement allergique. Pour dissimuler le meurtre, il publie de fausses photos de Benji sur les réseaux sociaux, laissant croire qu'il est parti faire la fête dans un bar à prostituées. Ainsi, Beck ne s'inquiète désormais plus de la disparition.
Plus tard, à la librairie, Beck embrasse Joe et tous deux entament une relation amoureuse. Cependant, ce que Beck ignore, c'est que Joe a accès à toutes ses activités grâce à son téléphone. Peach Salinger, la meilleure amie de Beck, désapprouve cette relation avec Joe et le lui fait savoir. Une rivalité intense s'installe entre Joe et Peach. Joe tente de l'éliminer une première fois en l'attaquant dans un parc, mais Peach survit.
Peach emmène Beck dans un manoir familial à Greenwich pour l'éloigner de Joe. Ce dernier les suit en secret. Peach tente d'embrasser Beck, qui s'enfuit du manoir. Peu après, une confrontation armée entre Joe et Peach se termine par la mort de cette dernière. Joe maquille ce meurtre en suicide, et Beck, bien que bouleversée, croit à cette version.
Beck commence une thérapie avec le docteur Nicky, avec qui elle entame une liaison sexuelle. Joe découvre cette trahison et rompt avec elle. Il fréquente ensuite Karen Minty, une jeune femme plus stable, mais Beck revient dans sa vie, jalouse et insatisfaite. A-Peu à peu, Joe et Beck ré-entament une liaison sexuelle. Après plusieurs rencontres, Joe finit par quitter Karen pour renouer avec Beck. Leur relation devient plus intense et fusionnelle.
Parallèlement, Joe tue Ron Anderson, le beau-père violent de Paco, un jeune garçon voisin de Joe.
Un jour, Paco révèle involontairement à Beck la planque de Joe, où il conserve des objets liés à ses crimes : des dents, des doigts de Benji et d'autres souvenirs macabres. Horrifiée, Beck tente de fuir mais Joe l'assomme et l'enferme dans la cage de plexiglas.
Dans cette cage, Joe fournit à Beck une machine à écrire, et elle compose un texte pour le convaincre de la libérer. Bien qu'il soit momentanément trompé, Joe finit par l'étrangler. Il publie ensuite l'histoire de Beck sous son nom, un texte qui incrimine le docteur Nicky. Joe magouille les nouvelles pour faire passer le docteur Nicky pour le tueur de Beck.
Alors que Joe semble s’en sortir indemne, l’épisode final révèle un personnage inattendu. Candace, son ex-petite amie que tout le monde croyait morte, réapparaît à la librairie et lui annonce qu'ils ont des « choses à régler ».

## Liste des épisodes

### Épisode 1:Pilote
Joe Goldberg, propriétaire d'une librairie, fait la rencontre de Guinevere Beck, une jeune écrivaine en devenir. Intrigué, Joe entreprend des recherches approfondies sur internet, ce qui le pousse à suivre Beck dans ses déplacements, surveiller ses interactions sociales et même s'introduire dans son appartement en son absence. Un soir, alors que Beck, ivre, chute sur les rails du métro, Joe se trouve près d'elle et la sauve in extremis. Dans le feu de l'action, il récupère discrètement son téléphone portable.
Profitant de cette situation, il la raccompagne chez elle. Grâce à la synchronisation automatique avec son nouvel appareil, Joe accède à l’intégralité de ses activités numériques. Quelques jours plus tard, Beck retourne à la librairie pour le remercier de lui avoir sauvé la vie, et Joe saisit l'occasion pour lui proposer un rendez-vous.

### Épisode 2:Le Dernier chic type de New York
Joe est indécis quant à ce qu'il doit faire de Benji, cet héritier dépendant à la drogue qui supplie désespérément d’être libéré. Pendant ce temps, Beck se confronte à son professeur, qui menace de lui retirer son poste d’assistante d’enseignement, mettant en péril son logement, après qu’elle a rejeté ses avances. La riche amie de Beck, Peach Salinger, commence à se méfier de Joe et de ses intentions.

### Épisode 3:Peut-être
Joe planifie comment se débarrasser du corps de Benji, tandis que Beck se sent intimidée par Blythe, une étudiante diplômée et rivale. Joe redouble d’efforts pour convaincre Beck qu’il est « l’homme idéal » pour elle, après avoir découvert qu’elle continue à avoir des relations sexuelles avec d’autres hommes pour surmonter la disparition de Benji.
Joe surprend Beck en train de dire à ses amies qu’elle n’est pas totalement certaine de leur relation, qualifiant Joe d'« option ». Peu après, Beck se confie à lui sur son père, un ancien toxicomane. Leur tentative de rapprochement intime est toutefois interrompue par Peach, qui a besoin d’être emmenée à l’hôpital en raison d’un problème de santé chronique.

### Épisode 4:Le capitaine
Après l'éjaculation précoce de Joe, Beck envoie discrètement des messages à ses amies pour se plaindre des performances décevantes de Joe, messages que ce dernier lit en continu grâce à l’accès qu’il conserve à son téléphone. Toujours en surveillant ses textos, Joe découvre que Beck a prévu de passer le week-end avec un homme plus âgé qu’elle appelle « le capitaine » et qu’elle a menti à ses amies à ce sujet. Jaloux, Joe décide de la suivre jusqu’à un festival Charles Dickens à Nyack.
Sur place, il apprend rapidement que « le capitaine » n’est autre qu’Edward, le père de Beck, qu’elle avait précédemment fait passer pour mort. Pendant ce temps, Peach découvre que Joe se trouve à Nyack, et le révèle à Beck. Ils finissent par déjeuner avec Edward et sa nouvelle famille, mais le dîner tourne au drame lorsque Beck explose face à sa belle-mère critique et désapprobatrice, Nancy.

### Épisode 5:Vivre avec l'ennemi
Peach continue de se méfier de Joe, qui cherche désespérément un moyen de la neutraliser. Dans une tentative de renforcer son emprise sur Beck, Peach organise une rencontre entre cette dernière et un agent littéraire renommé. Cependant, lorsque l’agent fait des avances sexuelles à Beck et lui révèle les commentaires négatifs que Peach a tenus à son sujet, Beck explose de colère et confronte Peach.
Peu après, Peach simule une tentative de suicide pour se réconcilier avec Neck, mais Joe découvre la supercherie. En fouillant l’ordinateur portable de Peach, il découvre qu’elle est secrètement obsédée par Beck et nourrit des sentiments amoureux à son égard. Réalisant que Peach continuera toujours à monopoliser l’attention de Beck, Joe décide de passer à l’action. Il suit Peach lors de son jogging matinal à Central Park et la frappe violemment à la tête avec une pierre.

### Épisode 6:L'amour fou
Peach, en convalescence après son agression, s’installe chez Beck et exige que Joe soit tenu à l’écart, rejetant la présence d'« énergies masculines ». Joe tente de convaincre Beck que Peach est amoureuse d’elle et cherche à la maintenir dans une situation de dépendance émotionnelle. Malgré ses avertissements, Peach emmène Beck au domaine familial des Salinger dans le Greenwich Village. Joe, déterminé à la surveiller, les suit en secret, mais il se blesse à la tête en chemin et commence à halluciner son ex-petite amie, Candace.
Sur place, Peach invite Raj, un ami commun avec Beck, à les rejoindre. Ensemble, ils consomment de la MDMA, et Peach tente d’initier un plan à trois avec Beck et Raj. Beck, mal à l’aise, rejette ses avances et quitte la pièce pour envoyer des messages à Joe. Peu après, Beck confronte Peach à propos de ses sentiments et de son comportement ambigu, avant de décider de quitter les lieux.

### Épisode 7:Toulation, nom féminin
Beck, terriblement attristée par la mort de Peach, débute une thérapie avec le psychologue Nicky. Joe prend rendez-vous avec le thérapeute en utilisant le faux nom de Paul Brown lors de leurs séances. Lors de leur session, il raconte que sa relation avec Renaldo —en réalité Beck— se passait bien après la mort de Peach, survenue un mois plus tôt, mais qu'elle s'est progressivement détériorée. Il explique que Beck est devenue de plus en plus maussade, distante et secrète.
Dévoré par la jalousie, Joe commence à suivre Beck, mais elle finit par le surprendre. Lors de leur confrontation, il l'accuse d'avoir une liaison avec son thérapeute, le Dr Nicky. Cette accusation marque la fin de leur relation, Beck décidant de rompre avec Joe.
Dans le présent, Joe pirate l'ordinateur du Dr Nicky et écoute l'un des enregistrements des séances de Beck. En entendant ses confidences, Joe réalise que Beck semble plus épanouie sans lui à ce moment-là. Convaincu de devoir la laisser partir, il lui dit ce qu'elle souhaite entendre et décide de la laisser poursuivre sa vie sans lui, du moins pour l'instant.

### Épisode 8:Tout à toi
Trois mois après sa rupture avec Beck, Joe semble heureux dans sa nouvelle relation finalement amoureuse avec Karen, tandis que Beck décroche un contrat d’édition grâce à son récit sur la mort de Peach. Cependant, Beck commence à ressentir de la nostalgie pour Joe. Elle cherche délibérément à le croiser en se rendant volontairement à un camion de nourriture dans son quartier et commence à lui envoyer des messages.
Beck et Joe se confient chacun à leur manière au Dr Nicky : Beck nie avoir flirté avec Joe, mais elle affirme que Karen n’est pas faite pour lui. De son côté, Joe commence à comparer sa nouvelle compagne, Brad — Karen —, à son ex, Renaldo — Beck —. Les anciens amants se retrouvent lors d’un déménagement pour aider Blythe à emménager avec Ethan, et leur complicité renaît. Plus tard, Joe et Beck finissent par avoir une relation sexuelle.

### Épisode 9:Candace
Joe se remémore la trahison de Candace, qui l’a trompé avec son directeur de label, Elijah Thornton. Dans un moment de rage incontrôlée, Joe a confronté Elijah et l’a poussé du haut d’un immeuble. Pendant ce temps, Beck commence à enquêter sur le passé de Joe, cherchant à comprendre ce qui est réellement arrivé à Candace et pourquoi elle semble avoir disparu sans laisser de trace. Malheureusement, ses recherches n'aboutissent à rien. Lorsqu’elle confronte Joe, ce dernier lui fournit des explications convaincantes qui dissipent ses doutes.
Joe décide ensuite de présenter Beck à Ivan Mooney, son père adoptif et l'ancien propriétaire de la librairie. Mooney, ayant subi un AVC récemment, est incapable de communiquer, mais cette rencontre est importante pour Joe, qui cherche à partager une partie de son passé avec Beck. Cependant, leur relation est mise à rude épreuve lorsque Joe découvre que Beck a bel et bien eu une liaison avec le Dr Nicky. Beck finit par admettre cette infidélité avant de lui déclarer qu’elle l’aime, et que c'était réciproque.

### Épisode 10: Le Château de Barbe bleue
Joe apprend par Annika et Lynn que la famille de Peach a engagé un détective privé pour enquêter sur sa mort. Pendant son emprisonnement dans la cage de plexiglas, Beck commence à écrire un récit introspectif sur ses propres choix et actions qui l'ont conduite à cette situation. Elle suggère à Joe d’utiliser le Dr Nicky comme bouc émissaire pour ses crimes. 
Pendant ce temps, les abus constants de Ron conduisent Claudia, la mère de Paco, à l’hôpital. Joe intervient une fois de plus pour protéger Paco et finit par égorger Ron. Joe, cherchant à justifier ses actions auprès de Beck, lui explique les raisons derrière les meurtres de Benji et de Peach, liant ses comportements violents aux abus mentaux qu’il a subis dans son enfance sous la tutelle de Mooney. Beck feint de compatir et semble même exprimer de la gratitude envers Joe pour ses actes.
Cependant, Beck utilise cette opportunité pour tromper Joe. Elle le manipule, réussit à le piéger dans la cage de plexiglas et verrouille la porte derrière lui. Croyant qu’elle est en sécurité, Beck appelle à l’aide. Paco apparaît à la porte mais, croyant Beck folle, choisit de partir sans prévenir les autorités, laissant Beck seule face à son agresseur.
Joe parvient à s’échapper de la cage et, dans un accès de rage, étrangle Beck. Quatre mois plus tard, Joe utilise les écrits de Beck pour incriminer le Dr Nicky, qui est désormais accusé de tous les meurtres commis par Joe. Claudia et Paco quittent New York pour s’installer en Californie.